# Abarth F1
Abarth F1 – samochód Formuły 1, zaprojektowany przez Carlo Abartha. Nigdy nie wziął udziału w wyścigu.

## Historia
Abarth F1 wywodził się z samochodu Abartha z Formuły 2 – modelu 232 z 1964 roku, był również oparty na Cooperze z wczesnych lat 60. Projekt był przestarzały, opierając się na kratownicy przestrzennej w dobie powszechnych monocoque’ów. Napędzać go miał trzylitrowy silnik V8 wywodzący się od dwulitrowych jednostek stosowanych przez Abartha w wyścigach samochodów sportowych. Kierowcą samochodu miał zostać Jonathan Williams. Samochód planowano wystawić na Grand Prix Hiszpanii 12 marca 1968 roku. Ze względu na przestarzałość i niedofinansowanie projektu został on porzucony, a Abarth skoncentrował się na konstruowaniu samochodów sportowych.